# Karakas József
Karakas József (1944. január 23. –) labdarúgó, csatár.

## Pályafutása
Tizenkilenc éves koráig kézilabdázott. A Szolnoki MTE-ben kezdett futballozni. 1969 és 1972 között a Bp. Honvéd labdarúgója volt. Az élvonalban 1969. március 2-án mutatkozott be a Tatabányai Bányász ellen, ahol csapata 2–0-s győzelmet aratott. Tagja volt az 1969-es és az 1971–72-es idényben ezüst- az 1970-es tavaszi idényben bronzérmes csapatnak. Az élvonalban összesen 35 alkalommal szerepelt és három gólt szerzett. 1972 nyarán a Bp. Spartacusba igazolt.

## Sikerei, díjai
- Magyar bajnokság
  - 2. 1969, 1971–72
  - 3.: 1970-tavaszi
- Magyar kupa (MNK)
  - döntős: 1969